# Wilhelm Beckmann (Politiker, 1865)
Wilhelm Albert Beckmann (* 2. Januar 1865 in Aachen; † 17. Oktober 1924 in Essen-Kray) war ein deutscher Gutsbesitzer, Kommunalpolitiker und Ehrenbürger von Kray.

## Leben und Wirken
Der Sohn eines Bauern heiratete 1893 in den Riddershof in Kray ein. Zwischen 1898 und 1906 war er Gemeindevorsteher in Kray. Zur Zeit der Bildung der Bürgermeisterei Kray-Leithe 1906 wurde er unbesoldeter Beigeordneter. Dieses Amt hatte er bis zu seinem Tod 1924 inne. Ab 1909 vertrat er die Gemeinde im Kreistag. Ab 1915 war er im Kreisausschuss des Landkreises Essen. Zudem war er Mitglied im Aufsichtsrat der Süddeutschen Eisenbahn-Gesellschaft, aus dem die Essener Verkehrs-AG hervorging, der Essener Milchversorgung, der Emschergenossenschaft, des Ruhrsiedlungsverbandes und des Rheinischen Bauernvereins. In der katholischen Pfarrgemeinde Kray gehörte Beckmann dem Kirchenvorstand an. Auch in der Essener Zentrumspartei gehörte er zum Vorstand.
Beckmann wurde auf dem alten Friedhof Kray beigesetzt.

### Auszeichnungen
Wilhelm Beckmann wurde zum Ritter des Päpstlichen Silvesterordens.
In Anerkennung seiner großen Verdienste um die Entwicklung der Gemeinde Kray wurde er am 24. September 1924 durch Beschluss des Gemeinderates zum Ehrenbürger der Gemeinde ernannt.
In Essen ist am 24. April 1974 die Wilhelm-Beckmann-Straße nach ihm benannt worden.